# Indie Fund
L'Indie Fund est une organisation créée le 2 mars 2010 dans le but de financer le développement des jeux vidéo indépendants, afin de permettre à ces projets de continuer à s'affranchir du modèle courant mettant en jeu une société d'édition.
L'Indie Fund a été fondé par Ron Carmel et Kyle Gabler (2D Boy), créateurs de World of Goo, Jonathan Blow, à l'origine de Braid et de The Witness, Kellee Santiago (thatgamecompany), auteur de Flower, Nathan Vella (Capybara Games), Matthew Wegner (Flashbang Studios) et Aaron Isaksen, développeur de Armadillo Gold Rush.
Le 1er mars 2011 est annoncé les trois premiers jeux qui seront financés par l'organisation : Monaco, Shadow Physics et Q.U.B.E..

## Liste de jeux financés par l'Indie Fund
- Monaco
- Shadow Physics (annulé)
- Q.U.B.E.
- Faraway
- The Swapper
- Antichamber
- Dear Esther
- The Splatters
- Mushroom 11
- Panoramical
- Kachina
- Event[0]